# Aquarius (jeu de cartes)
Pour les articles homonymes, voir Aquarius.
Aquarius est un jeu de cartes créé par Andrew Looney et éditée par Looney Labs. Le jeu présente certaines similitudes avec le jeu des dominos.  Le design des cartes est influencé par le mouvement Hippie et l’art psychédélique de Peter Max.  Il existe deux éditions du jeu. Le paquet de la première édition contenait 5 cartes Goal, 15 cartes Action et 40 cartes Élément.  Le paquet actuel de la seconde édition contient 5 cartes Goal, 18 cartes Action, 55 cartes Élément et 1 carte "Wild". 

## Règles et déroulement du jeu
Chaque joueur reçoit une main de trois cartes, plus une carte Objectif (Goal), illustrant l'un des cinq éléments : la Terre, l'Air, le Feu, l'Eau ou l'Espace (appelé "Ether" dans la première édition).  Les cartes restantes forment la pioche. Une carte est placée face visible sur la table pour lancer le jeu.  Le joueur avec les cheveux les plus longs commence. Le but du jeu est de connecter sept cartes avec votre élément Objectif. Les cartes Goal sont gardées secrètes pendant le jeu. Vous devez donc bluffer et bloquer les autres joueurs pour gagner. 
Lorsque c'est le tour du joueur, il pioche une carte, puis choisit une carte à poser à côté d'une des cartes sur la table, tout en créant une connexion entre les éléments : air-air, feu-feu, etc. On ne peut pas créer de connexions en diagonale. Si le joueur réussit à créer plus d'une connexion avec une carte, il pioche une carte de plus par connexion supplémentaire. Le joueur qui le premier crée une connexion de 7 cartes de son élément-objectif gagne. 
Les cartes Élément sont illustrées d'un, deux ou quatre des cinq éléments. Dans la première edition du jeu, les éléments étaient uniquement disposés en blocs verticaux ou horizontaux.  La deuxième édition a ajouté 15 nouvelles cartes à deux éléments avec les blocs alignés en diagonale (coin à coin). 
Les autres cartes de la pioche vous permettent d’échanger des objectifs ou de modifier la disposition des cartes sur la table.  Ces cartes sont des cartes Action. Dans la première édition du jeu, il y avait 3 cartes de 5 types différents : 
- Trade Goals (= échanger les objectifs) Cette carte permet d'échanger une carte Objectif avec un autre joueur.
- Shuffle Goals (= mélanger les objectifs) : Cette carte vous permet de rassembler toutes les cartes objectifs, y compris celles qui ne sont pas en jeu, et d'en distribuer une nouvelle à chaque joueur.
- Trade Hands (= échange de mains) : Cette carte vous permet d’échanger votre main avec celle du joueur de votre choix.
- Zap A Card (= zapper une carte) : Sélectionnez une des cartes déposée sur la table et placez-la dans votre main. (Lorsque vous utilisez cette carte, vous êtes autorisé à avoir 4 cartes dans votre main au lieu des 3 habituelles.)
- Move A Card (= déplacer une carte) : Sélectionnez une carte une des cartes déposée sur la table et déplacez-la sur la table, tout en respectant la règle de connexion.

Dans la deuxième édition du jeu, les cartes Shuffle Goals a été remplacé par deux nouveaux types d’action (à nouveau, 3 de chaque dans la pioche) : 
- Rotate Goals (= faire pivoter les objectifs) : le joueur qui joue cette carte indique à ces compagnons de jeu dans quel sens faire pivoter les objectifs, vers la droite ou la gauche.
- Shuffle Hands (= mélanger les mains) : le joueur qui joue cette carte rassemble toutes les cartes des mains des joueurs, les mélange et les redistribue équitablement, en commençant par soi-même.

Dans la deuxième édition du jeu, des règles simplifiées ont été mis en place pour permettre aux enfants de maternelle de jouer. Il y a trois niveaux de jeu : 
- Elemental Connections (= Connexions élémentaires) : pour les enfants de 3 à 4 ans : aucune carte Objectif ou Action n'est utilisée; le dernier joueur à jouer une carte gagne.
- Basic Aquarius (= Aquarius basique) : pour les enfants de 5 à 6 ans : aucune carte Action n'est utilisée, jouez normalement, on peut rajouter la règle selon laquelle les joueurs de moins de 7 ans doivent connecter autant de cartes Élément que leur âge.
- Single-Action/Reduced-Action Aquarius (= Aquarius à action unique/action réduite) : pour les enfants de 6 ans et plus : utilisez un seul type de carte Action pour commencer (par exemple Trade Goals); une fois que les joueurs sont familiarisés avec cette action, introduire progressivement les autres actions supplémentaires.

## Expansions
Looney Labs a ajouté la carte Wild au jeu Aquarius.   Elle est comporte tous les éléments et se comporte comme une carte avec un seul élément. La deuxième édition du jeu comprend cette carte Wild dans le set habituel. 

## Sources
1. ↑  « Aquarius Rules », sur Looney Labs, 9 décembre 2011 (consulté le 1er septembre 2020).